# Erebia olivaceofasciata
Erebia olivaceofasciata är en fjärilsart som beskrevs av Ludwig Osthelder 1925. Erebia olivaceofasciata ingår i släktet Erebia och familjen praktfjärilar. Inga underarter finns listade i Catalogue of Life.